# Moravská akademie
Moravská akademie (anglicky Moravian University) je soukromá střední škola ve městě Bethlehem ve státě Pensylvánie ve  Spojených státech amerických. Je to původně moravská střední škola, kterou založili moravští bratři, když se usadili v oblasti Bethlehemu kolem roku 1741.

## Historie
Akademie byla založena roku 1742 a o rok později se stala také první školou pro dívky založenou v bývalých amerických koloniích. Je také devátou nejstarší soukromou školou ve Spojených státech. Moravané pokládali vzdělání za posvátnou povinnost. Pokračovali v pedagogické tradici, kterou jim zanechal Jan Amos Komenský, biskup moravský, který proslul jako otec moderního vzdělávání pod jménem Comenius. Podle jeho pojetí mělo vzdělání rozvíjet mysl, tělo a ducha. Později se moravské školy staly více sekulární a také děti i z jiných náboženských obcí byly zařazeny do výuky. Důraz na náboženské ideály se pozměnil a hodnoty moravské církve byly vyjádřeny v morálních ideálech a v různých komunitních službách. Moravské školy také kladly a stále kladou důraz na hudbu, která je dodnes důležitou součástí moravského vzdělávání. Současná Moravská akademie byla založena v roce 1971 sloučením Moravského semináře pro dívky (Moravian Seminary for Girls) a Moravské přípravné školy (Moravian Preparatory School). Jako zakladatel školy je uváděn často moravský bratr Nikolaus Ludwig von Zinzendorf.

## Poslání
Moravská Akademie je církevní škola, jejíž moravské tradice napovídají, že mladí lidé mají nejlépe realizovat svůj potenciál v atmosféře lásky a porozumění.

## Současnost
Moravská akademie se nachází přímo v historickém centru města Bethlehem. Slouží převážně studentům regionu Lehigh Valley ve státě Pensylvánie. Jedná se o přípravnou školu ke studiu na vysoké škole, dříve byla školou internátní její statut je soukromý. Původně je Moravská akademie výsledkem náboženské činnosti Moravské církve v USA, v současné době je označována jako "církevní škola". Přijímá studenty z různých náboženských a kulturních prostředí. Škola pořádá týdenní bohoslužby v kapli pro studenty a také slaví svátky spojené s náboženskou tradicí Moravské církve. Maskotem školy je lev a barvy školy jsou červená a žlutá.

## Systém školy
Moravská Akademie se skládá ze tří divizí: horní, střední a nižší školy. Horní škola se nachází na Zeleném rybníku (Green Pond Campus), nižší a střední škola se nacházejí v centru města Bethlehemu (název města je odvozen od židovského Betléma). Střední škola sídlí v Devey Building, a je věnována památce učitele Deveye, bývalého ředitele. Nižší škola trvá do 5. stupně, střední škola trvá od 6. až do 8. stupně a horní škola trvá od 9. až do 12. stupně.